# Carbia nexilinea
Carbia nexilinea là một loài bướm đêm trong họ Geometridae.